# Alfred Brust
Œuvres principales
Der ewige Mensch (1919)
Alfred Brust (15 juin 1891 à Insterbourg en province de Prusse-Orientale - 18 septembre 1934 à Königsberg) est un écrivain et dramaturge expressionniste allemand.

## Biographie
Né en province de Prusse-Orientale, Brust est journaliste de 1912 à 1914 à la Tilsiter Zeitung. Pendant la Première Guerre mondiale, il travaille au service de presse du haut commandement pour l'Est. Après la guerre et l'annexion de Memel à la Lituanie, il s'installe à Cranz, l'actuelle Zelenogradsk. Il meurt en 1934 d'une maladie des poumons.

## Œuvre
Après la guerre Brust écrit des drames expressionnistes, publiés au Kurt Wolff Verlag. Avec la fin de l'expressionnisme littéraire au début des années 1920, il s'oriente vers une littérature völkisch tournée vers la terre et obtient le Prix Kleist pour son roman Die verlorene Erde. En 1933, il est un des 88 écrivains signataires du serment de fidélité à Hitler, le Gelöbnis treuester Gefolgschaft.

## Ouvrages
- 1919, Der ewige Mensch, théatre
- 1920, Das indische Spiel, théatre
- 1921 Wölfe, théatre
- 1923, himmelsstraßen, nouvelles